# Fireproof (filme)
Fireproof (bra: À Prova de Fogo; prt: Prova de Fogo) é um filme norte-americano de 2008 dirigido por Alex Kendrick e produzido pela Sherwood Pictures. Embora o filme tenha recebido críticas geralmente desfavoráveis dos críticos de cinema, foi um sucesso de bilheteria, tornando-se um sucesso surpresa, estreando no 4º lugar e se tornando o filme independente de maior bilheteria de 2008, arrecadando mais de $ 33 milhões.

## Sinopse
Caleb Holt (Kirk Cameron) é um bombeiro que passa por muitos maus relacionamentos familiares, com sua mãe e sua esposa, ao mesmo tempo em que é reconhecido por toda cidade onde ele habita como um profissional exemplar e, acima de tudo, um herói. O seu casamento, porém, não anda nada bem, e Caleb e sua esposa estão prestes a se separar, porém tudo muda quando Caleb recebe um desafio de seu pai.

## Elenco
| Personagem      | Intérprete           |
| --------------- | -------------------- |
| Caleb Holt      | Kirk Cameron         |
| Catherine Holt  | Erin Bethea          |
| Michael Simmons | Ken Bevel            |
| Wayne Floyd     | Stephen Dervan       |
| Terrell Sanders | Eric Young           |
| Eric Harmon     | Jason McLeod         |
| John Holt       | Harris Malcom        |
| Cheryl Holt     | Phyllis Malcom       |
| Gavin Keller    | Perry Rivel          |
| Robin Cates     | Stephanie Makulinski |
| Latasha Brown   | Renata Willians      |
| Pastor Strauss  | Alex Kendrick        |
| Deidra Harris   | Dwan Willians        |
| Ashley Phillips | Amberly Marquard     |

## Recepção
No agregador de críticas Rotten Tomatoes, o filme tem 40% de aprovação com base em 20 comentários dos críticos. No Metacritic, tem uma pontuação de 28 de 100 com base em 6 avaliações, significando "avaliações geralmente desfavoráveis".
Frank Scheck do The Hollywood Reporter disse que "embora dificilmente sofisticado em sua abordagem e certamente não polido em seus elementos técnicos, o filme transmite sua mensagem sincera com inegável sinceridade. Seu sucesso de bilheteria, que sem dúvida continuará em vídeo doméstico, demonstra que não faltam cinéfilos insatisfeitos com os cínicos produtos de Hollywood."